# Вишневский, Алексей Семёнович
Алексей Семёнович Вишневский — советский хозяйственный и политический деятель.

## Биография
Родился в 1905 году в Киеве. Член КПСС.
Окончил Донецкий металлургический институт.
В 1920—1930 гг. — подручный слесаря Голубовского рудника, слесарь, студент неосвобожденный секретарь партячейки металлургического института, директор Сталинского металлургического техникума, прораб Сталинского металлургического комбината.
В 1930—1932 гг. — ректор Сталинского металлургического института.
В 1932—1938 гг. — заместитель главного инженера, начальник строительства газопровода, начальник промышленного строительства, старший прораб доменного строительства, начальник отдела капитального строительства Сталинского металлургического комбината.
В 1938—1939 гг. — помощник директора по строительству комбината «Запорожсталь»
В 1939—1942 гг. — управляющий трестом «Тагилстрой».
В 1942—1946 гг. — начальник Главчерметстроя.
В 1946—1950 гг. — заместитель министра строительства предприятий тяжёлой индустрии СССР.
В 1950—1953 гг. — заместитель министра чёрной металлургии СССР.
В 1953—1954 гг. — начальник Управления капитального строительства Министерства металлургической промышленности СССР.
В 1954—1957 гг. — заместитель министра чёрной металлургии СССР.
В 1957—1958 гг. — председатель Кустанайского совнархоза.
В 1958—1959 гг. — управляющий трестом «Казметаллургстрой».
В 1960—1961 гг. — начальник отдела капитального строительства, заместитель управляющего трестом «Казметаллургстрой».
В 1962—1963 гг. — заместитель начальника Управления Министерства транспортного строительства СССР, начальник Металлургстроя Министерства строительства РСФСР.
В 1963—1964 гг. — начальник ГлавПЭУ Министерства строительства РСФСР.
В 1964—1967 гг. — заместитель министра строительства РСФСР.
В 1967—1976 гг. — заместитель министра строительства предприятий тяжёлой индустрии СССР.
Избирался депутатом Верховного Совета Казахской ССР 5-го созыва. Делегат XXI съезда КПСС.
Умер после 1976 года.

## Награды
- Орден Ленина
- Орден Октябрьской Революции
- Орден Трудового Красного Знамени (четырежды)